# قرار الجمعية العامة للأمم المتحدة 62/243
قرار الجمعية العامة للأمم المتحدة 62/243، بعنوان «الوضع في الأراضي المحتلة بأذربيجان»، هو قرار صادر عن الجمعية العامة للأمم المتحدة حول الوضع في مرتفعات قرة باغ، والذي تم اعتماده في 14 مارس 2008 في الدورة الثانية والستين. للجمعية العامة. أصبحت الوثيقة الخامسة للأمم المتحدة بشأن مرتفعات قرة باغ أول وثيقة للجمعية العامة للأمم المتحدة بشأنها
وأعاد القرار التأكيد على «استمرار الاحترام والدعم لسيادة وسلامة أراضي» أذربيجان «داخل حدودها المعترف بها دوليا»، وطالب «بالانسحاب الفوري والكامل وغير المشروط لجميع القوات الأرمينية من جميع الأراضي المحتلة بأذربيجان»، وأكد على «لا يجوز لأية دولة تقديم العون أو المساعدة» للحفاظ على احتلال الأراضي الأذربيجانية. تم تبني القرار بعد فترة وجيزة من مناوشات أغديري عام 2008، والتي كانت في ذلك الوقت أعنف انتهاك لوقف إطلاق النار بين أرمينيا وأذربيجان منذ نهاية حرب مرتفعات قرة باغ الأولى.

## الوضع القانوني
يعتبر معظم الخبراء  أن معظم قرارات الجمعية العامة غير ملزمة. تشير المادتان 10 و 14 من ميثاق الأمم المتحدة إلى قرارات الجمعية العامة على أنها «توصيات»؛ لقد شددت محكمة العدل الدولية مرارًا وتكرارًا على الطبيعة الإرشادية لقرارات الجمعية العامة.

## مشروع القرار
في أوائل عام 2005، أكد إيفاد الجمعية العامة للأمم المتحدة بعثة لتقصي الحقائق في توطين الأرمن في الأراضي الأذربيجانية. قدم الممثل الدائم لأذربيجان لدى الأمم المتحدة أغشين مهدييف مشروع القرار A / 62 / L.42، الذي تم اعتماده بتصويت مسجل بأغلبية 39 صوتًا مقابل 7 أصوات معارضة (بما في ذلك الرؤساء المشاركون لمجموعة مينسك التابعة لمنظمة الأمن والتعاون في أوروبا)، مع امتناع 100 عضو عن التصويت.